# Classificação de montanha

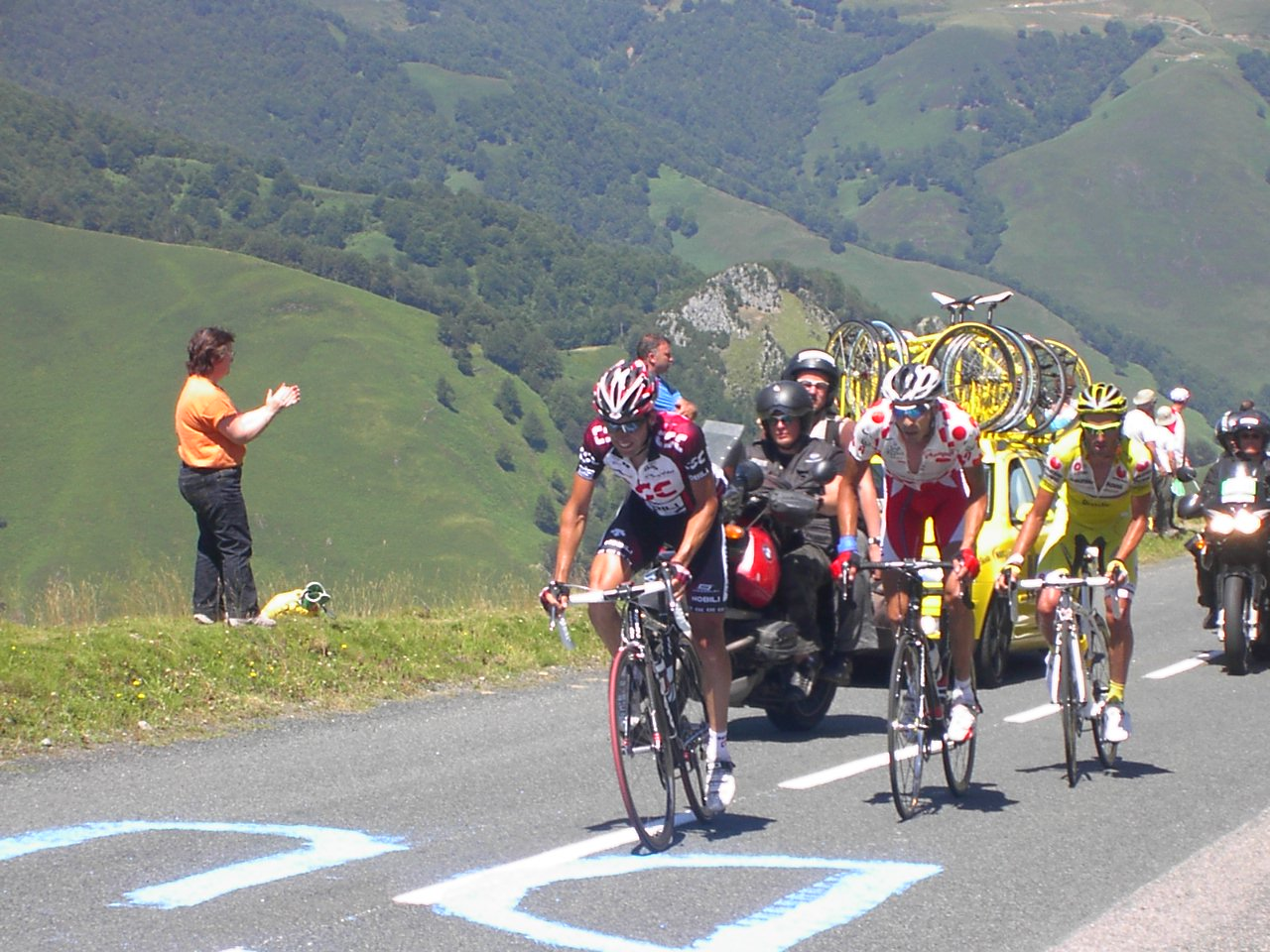
O líder da classificação da montanha do Tour de France veste a camisola de bolinhas vermelhas.

A classificação da montanha é um ordenamento dos participantes de uma corrida de ciclismo em estrada por etapas que recompensa àqueles que atingem o cume de um verdadeiro conjunto de montanhas. Utiliza um sistema por pontos: em cada etapa de montanha marcam-se metas parciais, e os primeiros em cruzar essas linhas recebem pontos. O ciclista que soma mais pontos durante a corrida ganha o prémio e se nomeia rei/rainha da montanha. Os desportistas mais aptos neste tipo de habilidades são chamados «escaladores».

## História
Os prémios da montanha começaram a disputar-se no Tour de France e o Giro d'Italia de 1933. Se a corrida é por etapas, quem lidera a classificação deve vestir uma camisola que o identifique como tal. A cor da camisola depende de cada corrida em particular. No Tour de France costuma-se vestir uma camisola branca com bolinhas vermelhas (maillot à pois rouges); em Itália, foi verde e atualmente azul.
Em algumas corridas, os cumes estão categorizadas segundo a sua dificuldade; as mais difíceis outorgam mais pontos. Por exemplo, no Tour de France há cinco tipos. De acordo à categoria outorgam-se 20 pontos, 10 pontos, 5 pontos, 2 pontos ou um ponto ao vencedor. As montanhas de quarta categoria são as menos exigentes; as de primeira categoria são muito duras; e fosse-as de categoria (hors catégorie), acrescentadas em 1979, são extremamente duras por seu pendente e longitude. As cinco montanhas tradicionais e mas ascendidas classificadas nesta categoria têm sido Alpe d'Huez, Col du Tourmalet, Col du Galibier, Col da Madeleine e Col d'Aubisque ainda que há muitas mais (ver Categoria especial).
Os máximos vencedores da classificação da montanha nas Grandes Voltas (Tour de France, Giro de Itália e Volta a Espanha) são o espanhol Federico Bahamontes e o italiano Gino Bartali com nove vitórias, e o belga Lucien Van Impe com oito. Bahamontes e o colombiano Lucho Herrera ganharam a classificação da montanha nas mais três importantes voltas ciclistas. O espanhol também ganhou as de França e Espanha num mesmo ano (1958) e o colombiano ganhou a classificação da montanha em 1987 tanto no Tour de France, como na Volta a Espanha (sendo vencedor da geral individual neste ano). Como dado curioso, nenhum ciclista na história tem ganhado a classificação da montanha nas três grandes voltas no mesmo ano.
O triplete Tour/Giro/Volta conseguiram-no só 2 ciclistas na história:
- Federico Bahamontes (1957)
- Lucho Herrera (1989)

A dobradinhaTour/Giro conseguiram-no quatro ciclistas:
- Fausto Coppi (1949)
- Charly Gaul (1956)
- Lucien Van Impe (1983)
- Claudio Chiappucci (1992)

A dobradinha Tour/Volta conseguiram-no quatro ciclistas:
- Federico Bahamontes (1958)
- Julio Jiménez (1965)
- Lucho Herrera (1987)
- Tony Rominger (1993)

O doblete Giro/Volta conseguiram-no dois ciclistas:
- José Manuel Fuente (1972)
- Andrés Oliva (1975, 1976)

## Recorde de vitórias (grandes voltas)
| Ciclista            | N.º de vitórias | Tour de France Camisola de pontos vermelhos | Giro d'Italia Camisola azul                | Volta a Espanha Camisola de pontos azuis |
| ------------------- | --------------- | ------------------------------------------- | ------------------------------------------ | ---------------------------------------- |
| Federico Bahamontes | 9               | (1954, 1958, 1959, 1962, 1963, 1964)        | (1956)                                     | (1957, 1958)                             |
| Gino Bartali        | 9               | (1938, 1948)                                | (1935, 1936, 1937, 1939, 1940, 1946, 1947) |                                          |
| Lucien Van Impe     | 8               | (1971, 1972, 1975, 1977, 1981, 1983)        | (1982, 1983)                               |                                          |
| Richard Virenque    | 7               | (1994, 1995, 1996, 1997, 1999, 2003, 2005)  |                                            |                                          |
| Julio Jiménez       | 6               | (1965, 1966, 1967)                          |                                            | (1963, 1964, 1965)                       |
| Fausto Coppi        | 5               | (1949, 1952)                                | (1948, 1949, 1954)                         |                                          |
| José Manuel Fuente  | 5               |                                             | (1971, 1972,1973, 1974)                    | (1972)                                   |
| Andrés Oliva        | 5               |                                             | (1975, 1976)                               | (1975, 1976, 1978)                       |
| José Luis Laguía    | 5               |                                             |                                            | (1981, 1982, 1983, 1985, 1986)           |
| Lucho Herrera       | 5               | (1985, 1987)                                | (1989)                                     | (1987, 1991)                             |
| Claudio Chiappucci  | 5               | (1991, 1992)                                | (1990, 1992, 1993)                         |                                          |

## Vencedores da Montanha (grandes voltas)

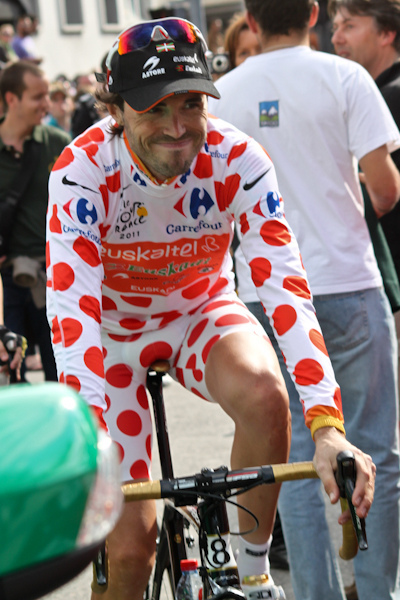
Samuel Sanchez com o maillot de pontos vermelhos do Tour de France.

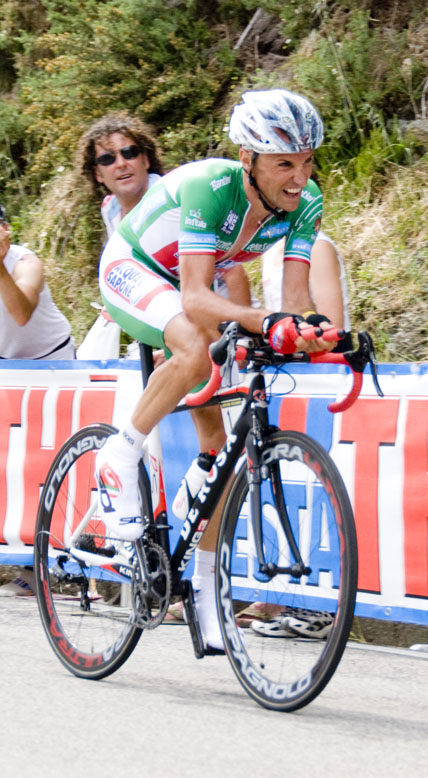
Stefano Garzelli com o maillot verde do Giro de Italia.

| Ano       | Tour de France Maillot de pontos vermelhos      | Giro d'Italia Maillot azul                      | Volta a Espanha Maillot de pontos azuis         |                                                 |
| --------- | ----------------------------------------------- | ----------------------------------------------- | ----------------------------------------------- | ----------------------------------------------- |
| 1933      | Vicente Trueba                                  | Alfredo Binda                                   | -                                               |                                                 |
| 1934      | Rene Vietto                                     | Remo Bertoni                                    | -                                               |                                                 |
| 1935      | Félicien Vervaecke                              | Gino Bartali                                    | Edoardo Molinar                                 |                                                 |
| 1936      | Julián Berrendero                               | Gino Bartali                                    | Salvador Molina                                 |                                                 |
| 1937      | Félicien Vervaecke                              | Gino Bartali                                    | -                                               |                                                 |
| 1938      | Gino Bartali                                    | Giovanni Valetti                                | -                                               |                                                 |
| 1939      | Sylvère Maes                                    | Gino Bartali                                    | -                                               |                                                 |
| 1940      | -                                               | Gino Bartali                                    | -                                               |                                                 |
| 1941      | -                                               | -                                               | Fermín Trueba                                   |                                                 |
| 1942      | -                                               | -                                               | Julián Berrendero                               |                                                 |
| 1943-1944 | Edições suspendidas pela Segunda Guerra Mundial | Edições suspendidas pela Segunda Guerra Mundial | Edições suspendidas pela Segunda Guerra Mundial | Edições suspendidas pela Segunda Guerra Mundial |
| 1945      | -                                               | -                                               | Julián Berrendero                               |                                                 |
| 1946      | -                                               | Gino Bartali                                    | Emilio Rodríguez                                |                                                 |
| 1947      | Pierre Brambilla                                | Gino Bartali                                    | Emilio Rodríguez                                |                                                 |
| 1948      | Gino Bartali                                    | Fausto Coppi                                    | Bernardo Ruiz                                   |                                                 |
| 1949      | Fausto Coppi                                    | Fausto Coppi                                    | -                                               |                                                 |
| 1950      | Louison Bobet                                   | Hugo Koblet                                     | Emilio Rodríguez                                |                                                 |
| 1951      | Raphaël Géminiani                               | Louison Bobet                                   | -                                               |                                                 |
| 1952      | Fausto Coppi                                    | Raphaël Géminiani                               | -                                               |                                                 |
| 1953      | Jesús Loroño                                    | Pasquale Fornara                                | -                                               |                                                 |
| 1954      | Federico Bahamontes                             | Fausto Coppi                                    | -                                               |                                                 |
| 1955      | Charly Gaul                                     | Gastone Nencini                                 | Giusseppe Buratti                               |                                                 |
| 1956      | Charly Gaul                                     | Charly Gaul Federico Bahamontes                 | Nino Defilippis                                 |                                                 |
| 1957      | Gastone Nencini                                 | Raphaël Géminiani                               | Federico Bahamontes                             |                                                 |
| 1958      | Federico Bahamontes                             | Jean Brankart                                   | Federico Bahamontes                             |                                                 |
| 1959      | Federico Bahamontes                             | Charly Gaul                                     | Antonio Suárez                                  |                                                 |
| 1960      | Imerio Massignan                                | Rik Van Looy                                    | Antonio Karmany                                 |                                                 |
| 1961      | Imerio Massignan                                | Vito Taccone                                    | Antonio Karmany                                 |                                                 |
| 1962      | Federico Bahamontes                             | Angelino Soler                                  | Antonio Karmany                                 |                                                 |
| 1963      | Federico Bahamontes                             | Vito Taccone                                    | Julio Jiménez                                   |                                                 |
| 1964      | Federico Bahamontes                             | Franco Bitossi                                  | Julio Jiménez                                   |                                                 |
| 1965      | Julio Jiménez                                   | Franco Bitossi                                  | Julio Jiménez                                   |                                                 |
| 1966      | Julio Jiménez                                   | Franco Bitossi                                  | Gregorio San Miguel                             |                                                 |
| 1967      | Julio Jiménez                                   | Aurelio González Puente                         | Mariano Díaz                                    |                                                 |
| 1968      | Aurelio González Puente                         | Eddy Merckx                                     | Patxi Gabica                                    |                                                 |
| 1969      | Eddy Merckx                                     | Claudio Michelotto                              | Luis Ocaña                                      |                                                 |
| 1970      | Eddy Merckx                                     | Martin Vandenbossche                            | Agustín Tamames                                 |                                                 |
| 1971      | Lucien Van Impe                                 | José Manuel Fuente                              | Joop Zoetemelk                                  |                                                 |
| 1972      | Lucien Van Impe                                 | José Manuel Fuente                              | José Manuel Fuente                              |                                                 |
| 1973      | Pedro Torres                                    | José Manuel Fuente                              | José Luis Abilleira                             |                                                 |
| 1974      | Domingo Perurena                                | José Manuel Fuente                              | José Luis Abilleira                             |                                                 |
| 1975      | Lucien Van Impe                                 | Francisco Galdós Andrés Oliva                   | Andrés Oliva                                    |                                                 |
| 1976      | Giancarlo Bellini                               | Andrés Oliva                                    | Andrés Oliva                                    |                                                 |
| 1977      | Lucien Van Impe                                 | Faustino Fernández Ovies                        | Pedro Torres                                    |                                                 |
| 1978      | Mariano Martínez                                | Ueli Sutter                                     | Andrés Oliva                                    |                                                 |
| 1979      | Giovanni Battaglin                              | Claudio Bortolotto                              | Felipe Yáñez                                    |                                                 |
| 1980      | Raymond Martin                                  | Claudio Bortolotto                              | Juan Fernández                                  |                                                 |
| 1981      | Lucien Van Impe                                 | Claudio Bortolotto                              | José Luis Laguía                                |                                                 |
| 1982      | Bernard Vallet                                  | Lucien Van Impe                                 | José Luis Laguía                                |                                                 |
| 1983      | Lucien Van Impe                                 | Lucien Van Impe                                 | José Luis Laguía                                |                                                 |
| 1984      | Robert Millar                                   | Laurent Fignon                                  | Felipe Yáñez                                    |                                                 |
| 1985      | Lucho Herrera                                   | José Luis Navarro Martínez                      | José Luis Laguía                                |                                                 |
| 1986      | Bernard Hinault                                 | Pedro Muñoz                                     | José Luis Laguía                                |                                                 |
| 1987      | Lucho Herrera                                   | Robert Millar                                   | Lucho Herrera                                   |                                                 |
| 1988      | Steven Rooks                                    | Andrew Hampsten                                 | Álvaro Pino                                     |                                                 |
| 1989      | Gert-Jan Theunisse                              | Lucho Herrera                                   | Óscar Vargas                                    |                                                 |
| 1990      | Thierry Claveyrolat                             | Claudio Chiappucci                              | Martin Farfan                                   |                                                 |
| 1991      | Claudio Chiappucci                              | Iñaki Gastón                                    | Lucho Herrera                                   |                                                 |
| 1992      | Claudio Chiappucci                              | Claudio Chiappucci                              | Carlos Hernández                                |                                                 |
| 1993      | Tony Rominger                                   | Claudio Chiappucci                              | Tony Rominger                                   |                                                 |
| 1994      | Richard Virenque                                | Pascal Richard                                  | Luc Leblanc                                     |                                                 |
| 1995      | Richard Virenque                                | Mariano Piccoli                                 | Laurent Jalabert                                |                                                 |
| 1996      | Richard Virenque                                | Mariano Piccoli                                 | Tony Rominger                                   |                                                 |
| 1997      | Richard Virenque                                | José Jaime González                             | José María Jiménez                              |                                                 |
| 1998      | Christophe Rinero                               | Marco Pantani                                   | José María Jiménez                              |                                                 |
| 1999      | Richard Virenque                                | José Jaime González                             | José María Jiménez                              |                                                 |
| 2000      | Santiago Botero                                 | Francesco Casagrande                            | Carlos Sastre                                   |                                                 |
| 2001      | Laurent Jalabert                                | Freddy González                                 | José María Jiménez                              |                                                 |
| 2002      | Laurent Jalabert                                | Julio Alberto Pérez Cuapio                      | Aitor Osa                                       |                                                 |
| 2003      | Richard Virenque                                | Freddy González                                 | Félix Cárdenas                                  |                                                 |
| 2004      | Richard Virenque                                | Fabian Wegmann                                  | Félix Cárdenas                                  |                                                 |
| 2005      | Michael Rasmussen                               | José Rujano                                     | Joaquim Rodríguez                               |                                                 |
| 2006      | Michael Rasmussen                               | Juan Manuel Gárate                              | Egoi Martínez                                   |                                                 |
| 2007      | Mauricio Soler                                  | Leonardo Piepoli                                | Denis Menchov                                   |                                                 |
| 2008      | não atribuído                                   | Emanuele Sella                                  | David Moncoutié                                 |                                                 |
| 2009      | Franco Pellizotti                               | Stefano Garzelli                                | David Moncoutié                                 |                                                 |
| 2010      | Anthony Charteau                                | Matthew Lloyd                                   | David Moncoutié                                 |                                                 |
| 2011      | Samuel Sánchez                                  | Stefano Garzelli                                | David Moncoutié                                 |                                                 |
| 2012      | Thomas Voeckler                                 | Matteo Rabottini                                | Simon Clarke                                    |                                                 |
| 2013      | Nairo Quintana                                  | Stefano Pirazzi                                 | Nicolas Edet                                    |                                                 |
| 2014      | Rafał Majka                                     | Julián Arredondo                                | Luis León Sánchez                               |                                                 |
| 2015      | Chris Froome                                    | Giovanni Visconti                               | Omar Fraile                                     |                                                 |
| 2016      | Rafał Majka                                     | Mikel Nieve                                     | Omar Fraile                                     |                                                 |
| 2017      | Warren Barguil                                  | Mikel Landa                                     | Davide Villella                                 |                                                 |
| 2018      | Julian Alaphilippe                              | Chris Froome                                    | Thomas de Gendt                                 |                                                 |
| 2019      | Romain Bardet                                   | Giulio Ciccone                                  | Geoffrey Bouchard                               |                                                 |
| 2020      | Tadej Pogačar                                   | Ruben Guerreiro                                 | Guillaume Martin                                |                                                 |
| 2021      | Tadej Pogačar                                   | Geoffrey Bouchard                               | Michael Storer                                  |                                                 |
| 2022      | Jonas Vingegaard                                | Koen Bouwman                                    | Richard Carapaz                                 |                                                 |

## Tour de France
O Grande Prêmio da montanha no Tour de France foi introduzida pela primeira vez em 1933. O vencedor, Vicente Trueba, passou a maioria dos cumes em cabeça. No entanto, ele era pouco habilidoso na descida e isso lhe impediu ganhar algum Tour de France. O diretor da corrida, Henri Desgrange, decidiu que os primeiros corredores que chegassem aos cumes da montanha deviam ser recompensados. A partir de 1934, a diferença entre o primeiro e o segundo ciclista que passava por uma cume, se lhe atribuía uma bonificação ao primeiro. Esta bonificação desapareceu mais tarde, mas a classificação da montanha permaneceu.
Apesar de reconhecer ao melhor escalador a partir de 1933, não se usou camisola distintivo como vencedor até 1975. A suas cores, cinza a pontos vermelhos, são atribuídos ao patrocinador da época, Chocolat Poulain.

### Lista de patrocinadores

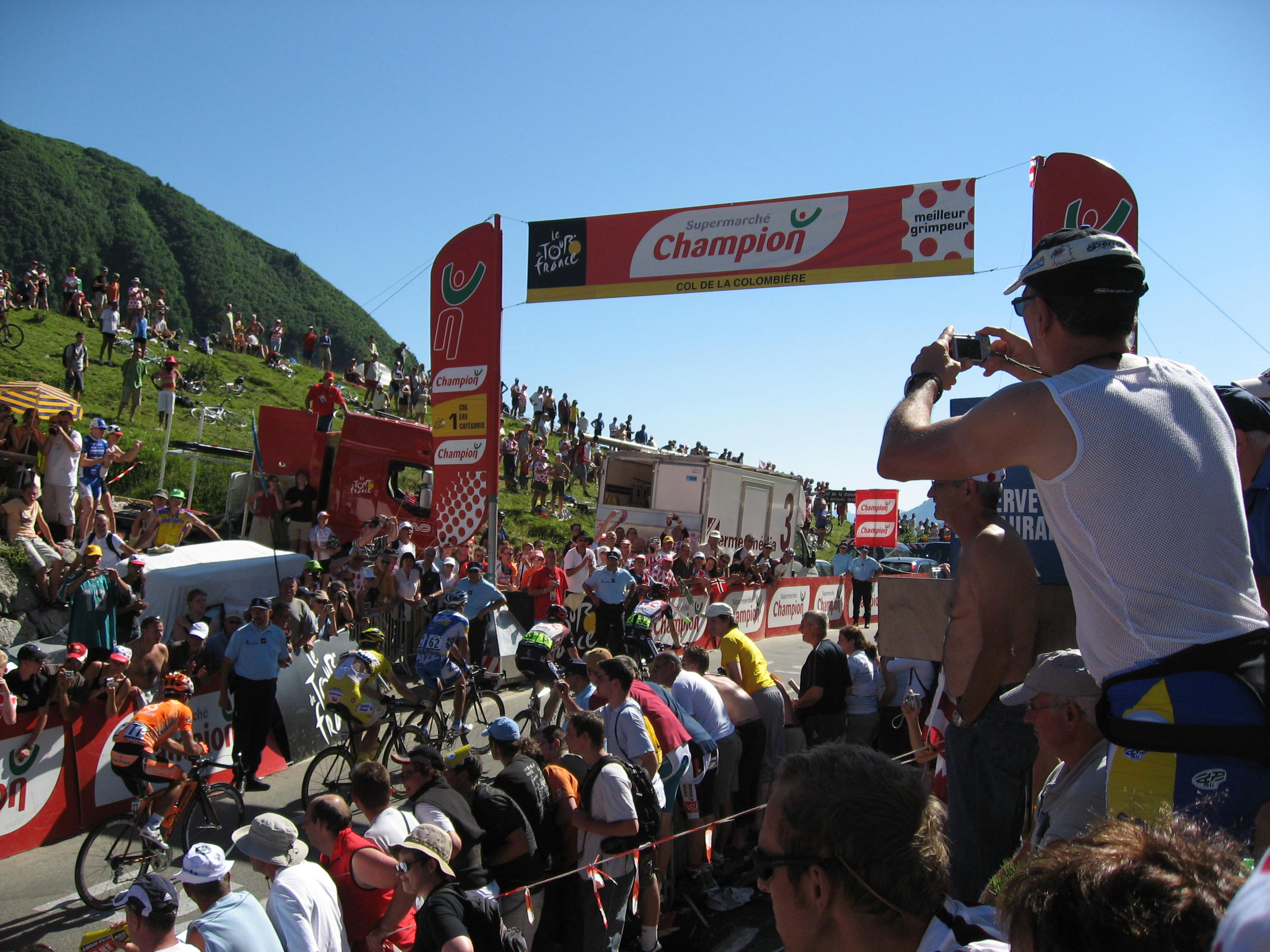
Cume pontuável no Col da Colombière.

- 1975 - 1978: Chocolat Poulain
- 1979 - 1981: Campagnolo
- 1982 - 1984: Chocolat Poulain
- 1985 - 1989: Café da Colombia
- 1990: Pintura Ripolin
- 1991 - 1992: Coca-Cola Light
- 1993 - 2008: Champion
- 2009: Carrefour

### Pontuação

#### Tour de France
Desde a última modificação no Tour de France de 2011, a atribuição dos pontos é:
| Categoria / Posto | 1.º | 2.º | 3.º | 4.º | 5.º | 6.º | 7.º | 8.º | 9.º | 10.º |
| ----------------- | --- | --- | --- | --- | --- | --- | --- | --- | --- | ---- |
| Hors catégorie    | 20  | 15  | 12  | 10  | 8   | 6   | 4   | 2   | 0   | 0    |
| 1.ª categoria     | 10  | 8   | 6   | 4   | 2   | 1   | 0   | 0   | 0   | 0    |
| 2.ª categoria     | 5   | 3   | 2   | 1   | 0   | 0   | 0   | 0   | 0   | 0    |
| 3.ª categoria     | 2   | 1   | 0   | 0   | 0   | 0   | 0   | 0   | 0   | 0    |
| 4.ª categoria     | 1   | 0   | 0   | 0   | 0   | 0   | 0   | 0   | 0   | 0    |

Anteriormente, a atribuição dos pontos era:
| Categoria / Posto | 1.º | 2.º | 3.º | 4.º | 5.º | 6.º | 7.º | 8.º | 9.º | 10.º |
| ----------------- | --- | --- | --- | --- | --- | --- | --- | --- | --- | ---- |
| Hors catégorie    | 20  | 18  | 16  | 14  | 12  | 10  | 8   | 7   | 6   | 5    |
| 1.ª categoria     | 15  | 13  | 11  | 9   | 8   | 7   | 6   | 5   | 0   | 0    |
| 2.ª categoria     | 10  | 9   | 8   | 7   | 5   | 0   | 0   | 0   | 0   | 0    |
| 3.ª categoria     | 4   | 3   | 2   | 1   | 0   | 0   | 0   | 0   | 0   | 0    |
| 4.ª categoria     | 3   | 2   | 1   | 0   | 0   | 0   | 0   | 0   | 0   | 0    |

Na década de 2000 introduziu-se como novidade que se o porto final era de Hors catégorie ou 1.ª categoria este pontua duplo. Estas modificações (a de pontuação dupla e a mudança de pontuação do 2011) tem suposto que com pontuar nuns poucos portos se pudesse ganhar a classificação, por exemplo Samuel Sánchez no Tour de France de 2011 ganhou a classificação da montanha só pontuando em 4 portos, facto único até momento.

### Máximas vitórias

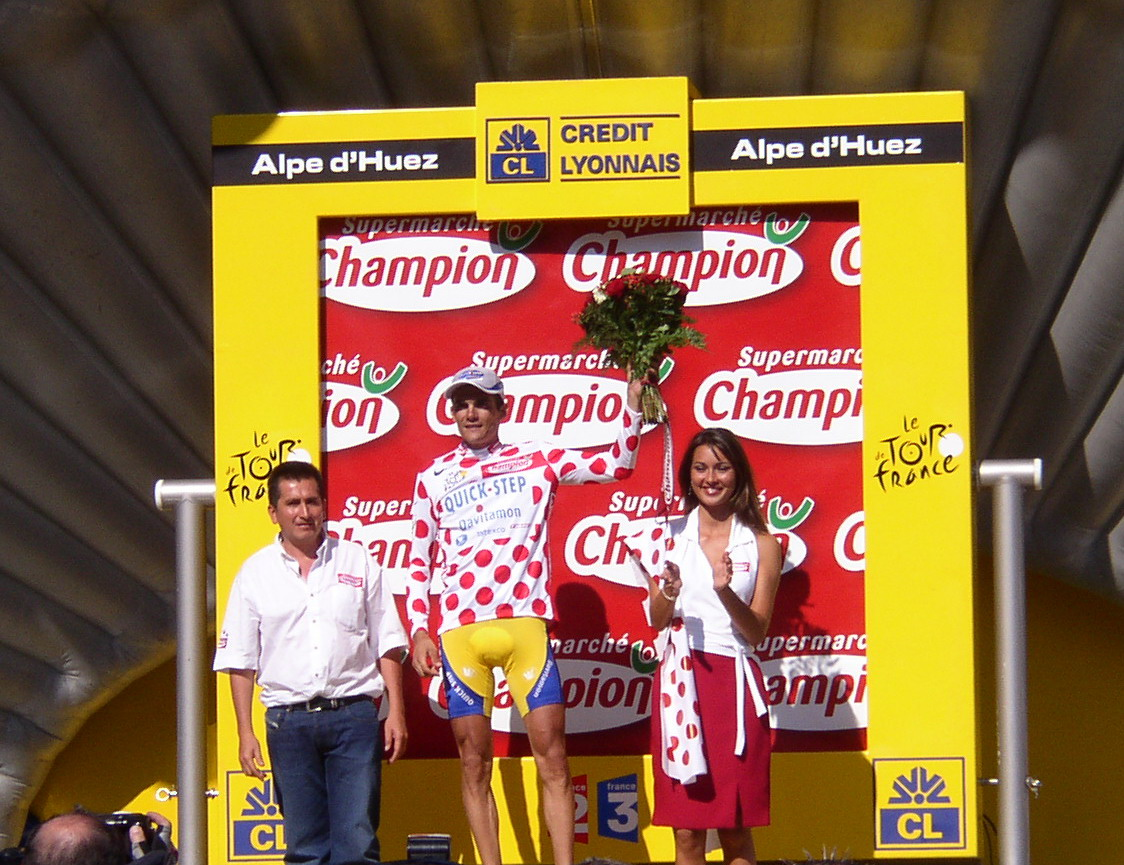
Richard Virenque, vencedor em sete ocasiões

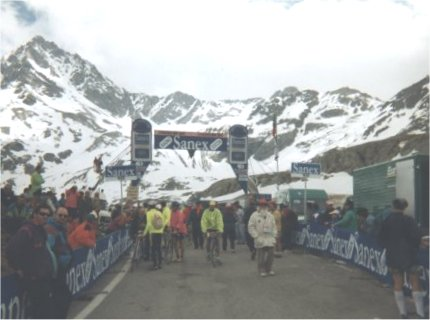
Grande Prêmio da montanha no col de Gavia do Giro d'Italia de 1999

| Pos. | Ciclista            | País       | Vitórias | Anos                                     |
| ---- | ------------------- | ---------- | -------- | ---------------------------------------- |
| 1    | Richard Virenque    | França     | 7        | 1994, 1995, 1996, 1997, 1999, 2003, 2004 |
| 2    | Federico Bahamontes | Espanha    | 6        | 1954, 1958, 1959, 1962, 1963, 1964       |
| 2    | Lucien Van Impe     | Bélgica    | 6        | 1971, 1972, 1975, 1977, 1981, 1983       |
| 4    | Julio Jiménez       | Espanha    | 3        | 1965, 1966, 1967                         |
| 5    | Félicien Vervaecke  | Bélgica    | 2        | 1935, 1937                               |
| 5    | Gino Bartali        | Itália     | 2        | 1938, 1948                               |
| 5    | Fausto Coppi        | Itália     | 2        | 1949, 1952                               |
| 5    | Charly Gaul         | Luxemburgo | 2        | 1955, 1956                               |
| 5    | Imerio Massignan    | Itália     | 2        | 1960, 1961                               |
| 5    | Eddy Merckx         | Bélgica    | 2        | 1969, 1970                               |
| 5    | Lucho Herrera       | Colômbia   | 2        | 1985, 1987                               |
| 5    | Claudio Chiappucci  | Itália     | 2        | 1991, 1992                               |
| 5    | Laurent Jalabert    | França     | 2        | 2001, 2002                               |
| 5    | Michael Rasmussen   | Dinamarca  | 2        | 2005, 2006                               |
| 5    | Rafał Majka         | Polónia    | 2        | 2014, 2016                               |
| 5    | Tadej Pogačar       | Eslovênia  | 2        | 2020, 2021                               |

## Giro de Itália
Esta classificação foi criada em 1933, no entanto teve-se que esperar ao 1974 para que o líder recebesse a Maglia verde. A partir de 2012 alterou-se para a Maglia azzurra devido à mudança de patrocinador.
A classificação normalmente eram vencidas por escaladores puros ainda que raramente também eram vencidas por corredores que disputavam a classificação geral.
Desde o Giro d'Italia de 1965 a cume mais alta do giro chama-se Cume Coppi à que dão uma pontuação maior que a de 1.ª categoria.

### Pontuação
As ascensões no Giro baseia-se nos pontos atribuídos os primeiros ciclistas que passas pela cume da montanha. As cumes estão repartidas em cinco categorias segundo a dificuldade de cada uma. A mais dura na Cume Coppi, que é o porto com mais altitude pelo que passa o Giro e a mais acessível se qualificam de 4.ª categoria.
No Giro d'Italia de 2015, a atribuição dos pontos foi a seguinte:
| Categoria / Posto | 1.º | 2.º | 3.º | 4.º | 5.º | 6.º | 7.º | 8.º | 9.º |
| ----------------- | --- | --- | --- | --- | --- | --- | --- | --- | --- |
| Cume Coppi        | 45  | 30  | 20  | 14  | 10  | 6   | 4   | 2   | 1   |
| 1.ª categoria     | 35  | 18  | 12  | 9   | 6   | 4   | 2   | 1   | -   |
| 2.ª categoria     | 15  | 8   | 6   | 4   | 2   | 1   | -   | -   | -   |
| 3.ª categoria     | 7   | 4   | 2   | 1   | -   | -   | -   | -   | -   |
| 4.ª categoria     | 3   | 2   | 1   | -   | -   | -   | -   | -   | -   |

### Máximas vitórias
| Pos. | Ciclista            | País     | Vitórias | Anos                                     |
| ---- | ------------------- | -------- | -------- | ---------------------------------------- |
| 1    | Gino Bartali        | Itália   | 7        | 1935, 1936, 1937, 1939, 1940, 1946, 1947 |
| 2    | José Manuel Fuente  | Espanha  | 4        | 1971, 1972, 1973, 1974                   |
| 3    | Fausto Coppi        | Itália   | 3        | 1948, 1949, 1954                         |
|      | Franco Bitossi      | Itália   | 3        | 1964, 1965, 1966                         |
|      | Claudio Bortolotto  | Itália   | 3        | 1979, 1980, 1981                         |
|      | Claudio Chiappucci  | Itália   | 3        | 1990, 1992, 1993                         |
| 7    | Raphaël Géminiani   | França   | 2        | 1952, 1957                               |
|      | Lucien Van Impe     | Bélgica  | 2        | 1982, 1983                               |
|      | Mariano Piccoli     | Itália   | 2        | 1995, 1996                               |
|      | José Jaime González | Colômbia | 2        | 1997, 1999                               |
|      | Freddy González     | Colômbia | 2        | 2001, 2003                               |
|      | Stefano Garzelli    | Itália   | 2        | 2009, 2011                               |

## Volta a Espanha
Esta classificação introduziu-se na primeira edição da Volta, em 1935 e foi vencida pelo italiano Edoardo Molinar. O camisola foi durante muito tempo de cor verde (de 1935 a 1985 e de 1990 a 2005). Entre essa época, tem sido de cor laranja e vermelho em 1986, vermelho em 1987, depois branco com grãos de café em 1988 e 1989. De 2006 a 2007, passou a laranja, e converteu-se em vermelho em 2008. A partir de 2009 até à atualidade a camisola é branca com pontos azuis

### Pontuação
Nas ascensões da Volta a Espanha, os pontos são atribuídos aos primeiros ciclistas que coroam o cume de um porto. As cumes estão repartidas em cinco categorias baseadas na dificuldade. A mais dura é a de categoria especial "Cume Alberto Fernández"  e as mais acessíveis são as de "3.ª categoria".
A pontuação é a seguinte:
| Categoria / Posto      | 1.º | 2.º | 3.º | 4.º | 5.º | 6.º |
| ---------------------- | --- | --- | --- | --- | --- | --- |
| Cume Alberto Fernández | 20  | 15  | 10  | 6   | 4   | 2   |
| Categoria Especial     | 15  | 10  | 6   | 4   | 2   | -   |
| 1.ª categoria          | 10  | 6   | 4   | 2   | 1   | -   |
| 2.ª categoria          | 5   | 3   | 1   | -   | -   | -   |
| 3.ª categoria          | 3   | 2   | 1   | -   | -   | -   |

Nos anos 2000 introduziu-se como novidade que se o porto final era a Cume Alberto Fernández, de categoria especial ou 1.ª categoria este pontua duplo mas na década de 2010 ficou suprimida esta pontuação dupla.

### Máximas vitórias
| Pos. | Ciclista            | País     | Vitórias | Anos                         |
| ---- | ------------------- | -------- | -------- | ---------------------------- |
| 1    | José Luis Laguía    | Espanha  | 5        | 1981, 1982, 1983, 1985, 1986 |
| 2    | José María Jiménez  | Espanha  | 4        | 1997, 1998, 1999, 2001       |
|      | David Moncoutié     | França   | 4        | 2008, 2009, 2010, 2011       |
| 4    | Emilio Rodríguez    | Espanha  | 3        | 1946, 1947, 1950             |
|      | Antonio Karmany     | Espanha  | 3        | 1960, 1961, 1962             |
|      | Julio Jiménez       | Espanha  | 3        | 1963, 1964, 1965             |
|      | Andrés Oliva        | Espanha  | 3        | 1975, 1976, 1978             |
| 8    | Julián Berrendero   | Espanha  | 2        | 1942, 1945                   |
|      | Federico Bahamontes | Espanha  | 2        | 1957, 1958                   |
|      | José Luis Abilleira | Espanha  | 2        | 1973, 1974                   |
|      | Felipe Yáñez        | Espanha  | 2        | 1979, 1984                   |
|      | Lucho Herrera       | Colômbia | 2        | 1987, 1991                   |
|      | Tony Rominger       | Suíça    | 2        | 1993, 1996                   |
|      | Félix Cárdenas      | Colômbia | 2        | 2003, 2004                   |
|      | Omar Fraile         | Espanha  | 2        | 2015, 2016                   |

## Prémio cume
O prémio cume (ou prémio da cume), é um prémio similar à classificação da montanha que se outorga na Volta Ciclista do Uruguai. Como o Uruguai não é um país montanhoso (só conta com serras de 500 m.s.n.m. como máximo), durante a disputa das etapas dessa volta ciclista, se outorgam pontos a quem passam por uma meta cume nos primeiros três lugares. Estas metas costumam estar localizadas em alguma subida ou trecho que pelo geral não ultrapassam os dois quilómetros de comprimento. Em todas elas as pontuações outorgadas são os mesmos (5, 3 e 2 pelo geral), não tendo diferença entre elas. O líder desta classificação porta um camisola de cor vermelha.